# 漢中郡 (前涼)
漢中郡，中国前涼时设置的郡。
前涼建興三十三年（345年）前後，置漢中郡，領縣不可考，屬河州。十六国时期，漢中郡相繼為前涼（345年－347年）、後趙（347年－350年）、前涼（350年－355年）、李儼（355年－367年）、前秦（367年－385年）所有。